# Cuentos del Don
Cuentos del Don es un libro de relatos escrito por el novelista soviético Mijaíl Shólojov. Publicado en 1925, fue su primera obra narrativa.

## Argumentos
- El lunar – Nikolka Koshevói, jefe de un escuadrón a sus 18 años, tiene un lunar como un huevo de paloma en el tobillo del pie izquierdo, igual al del padre, un cosaco desaparecido en la guerra alemana. Al molinero Lukich una banda le roba trigo para dárselo a sus caballos. Escapa y da cuenta del robo a Nikolka. Tras el enfrentamiento, Nikolka cae abatido a tiros por el cabecilla de la banda, que al robarle las botas se da cuenta, al ver el lunar, que ha matado a su propio hijo. Horrorizado, se dispara un tiro en la boca.

- La semilla de Shibálkov – Yasha Shibálkov pertenece a un destacamento de cosacos que persigue a la banda de Ignátiev, el cual había mandado a su amante Daria a dicho destacamento como espía. Daria pare en el bosque un hijo de Yasha, confesándole la verdad. Los cosacos, enterados por Yasha, le mandan matar a la joven, permitiéndole quedarse con el niño. Tras pasar calamidades con este a cuestas, lo entrega a la administradora de una guardería para que lo cuide.

- El comisario de abastos – Ignat Bodiaguin, comisario de abastos, recibe la orden de fusilar a los campesinos que escondan y no entreguen el trigo. El padre de Ignat, un explotador, se opone y es fusilado. Tras un motín, Ignat huye. En la huida encuentra a un niño a punto de morir de frío. Le ayuda sujetándolo a su caballo y dejándolo ir. Así, sin caballo, es alcanzado y asesinado.

- El presidente de la república – Bogatiriov, presidente de un caserío que ha sufrido el robo de caballos, al ver el trato favorable que reciben los ladrones por parte de los que rodean al caserío, declara a este república y a sí mismo presidente. Cuando marcha a aprovisionarse de fusiles y balas, es atacado por los ladrones, a resultas de lo cual, tras haber sido salvado por la milicia, acabará perdiendo una pierna.

- El padre de familia – El barquero Mikishara le cuenta a un pasajero mientras cruzan el Don que tuvo que matar a sus dos hijos mayores, alistados en el bando contrario, para así salvarse él y sacar adelante a sus siete hijos restantes.

- El mazarrón – A la casa de Mishka, de 8 años, que vive con su madre y el abuelo, llega su padre, un soldado comunista, quien le cuenta historias de la guerra. Un día el padre va a luchar contra una banda de forajidos. Muere y la banda entra en el pueblo. El abuelo monta a Mishka en un caballo y lo manda a que dé aviso a un destacamento cercano, como así hace.

- El potro – En plena guerra civil, la yegua del soldado Trofim pare un potro. Trofim, que no se atreve a matarlo, deja que siga a la madre. Tras varias escaramuzas, y al cruzar un río, Trofim salva al potro de morir ahogado, aunque al hacerlo recibe un tiro mortal del enemigo.

- La estepa de añil – El abuelo Zajar recuerda la época en que fue cochero de Evgraf Tomilin, un tipo perverso. Al morir este, pasa a ser cochero del hijo, no menos perverso que el padre. El hijo, tras una revuelta, mandó matar a uno de los nietos de Zajar y dejó inválido a otro.

- La sangre extraña – Gavrila y su mujer, que han perdido a su hijo en la guerra, acogen en su casa a un soldado herido, y lo tratan como a un hijo, pero una vez restablecido el soldado vuelve a su tierra.

- La carcoma – Stiopka ingresa en el komsomol. Este hecho va carcomiendo las relaciones entre él y su padre y su hermano, que no ven con buenos ojos este ingreso, hasta el punto que estos acaban matándolo cuando Stiopka pierde unos bueyes, que en realidad han vuelto al establo solos.